# Perez Hilton
Mario Armando Lavandeira, Jr., mer känd under pseudonymen Perez Hilton, född 23 mars 1978 i Miami, Florida, är en amerikansk bloggare och TV-personlighet. Hans blogg heter Perezhilton.com (tidigare PageSixSixSix.com), där han skriver under pseudonymen Perez Hilton. På webbplatsen postar Lavandeira skvaller om musiker, skådespelare och andra kändisar.
Popsångerskan Fergie har bekräftat att hon refererar till Lavandeira i hennes låt från 2006, "Pedestal", i vilken hon kritiserar en oidentifierad person för negativa kommenterarer om henne på internet.

## Filmografi

### Film
| År   | Titel                              | Roll      | Noter                            |
| ---- | ---------------------------------- | --------- | -------------------------------- |
| 2008 | Another Gay Sequel: Gays Gone Wild | Sig själv | Gjord i Fort Lauderdale, Florida |

### TV
| År                 | Titel                                           | Roll                  | Noter                                                           |
| ------------------ | ----------------------------------------------- | --------------------- | --------------------------------------------------------------- |
| 2001               | Sopranos                                        | Manlig student        | Krediterad som Mario Lavandeira (Episod 3.3).                   |
| 2004               | From Flab to Fab                                | Sig själv (som Mario) | VH1:s program om personer som försöker gå ner i vikt            |
| 2007-Idag          | MuchOnDemand                                    | Sig själv             | Då och då gäst via webbkamera för att diskutera skvaller.       |
| 2007               | Celebrity Rap Superstar                         | Sig själv             | Eliminerad vecka 6 av domarnas röster.                          |
| 2007 till idag     | What Perez Sez                                  | Sig själv             | En serie på VH1.                                                |
| 2007               | MADtv                                           | Sig själv             | Gästframträdande                                                |
| 2007               | The 100 Most Annoying People Of 2007            | Sig själv             | BBC.                                                            |
| 2007-November 2008 | Total Request Live                              | Sig själv             | Var med varje vecka för att prata om skvaller (Via webbkamera). |
| 2008               | Queen Bees                                      | Sig själv             | Intervjuad                                                      |
| 2008               | Paris Hilton's My New BFF: Casting Special      | Sig själv             | MTV.                                                            |
| 2008               | Family Guy                                      | Sig själv (röst)      | (Avsnitt utgivet 5 oktober, 2008)                               |
| 2008               | Fido Awards                                     | Sig själv             | Öppnar för en nominering                                        |
| 2008               | Extra                                           | Sig själv             | Är med varje vecka för att prata om skvaller (Via webbkamera).  |
| 2008               | The Martha Stewart Show                         | Sig själv             | Gästframträdande där han diskuterade bloggning.                 |
| 2008               | Privileged                                      | Sig själv             |                                                                 |
| 2009               | Mtv's My Super Sweet 16 Storbritannien säsong 2 | Sig själv             | *Freddy's Sweet 15 * Present VT                                 |